# Liste der Alsterbrücken
Die Liste der Alsterbrücken zeigt alle Brücken, die über die Alster führen. Die „Kleine Alster“ bzw. „Alsterfleet“ genannten Abschnitte der unteren Alster werden hier als natürlicher Teil des Flusses mitgerechnet. Im historischen Verlauf der Alster, heute Mönkedamm- und Nikolaifleet, finden sich zusätzlich die Altenwallbrücke, Mühlenbrücke, Trostbrücke, Nikolaibrücke, Reimersbrücke, Holzbrücke und Hohe Brücke. Im Oberlauf der Alster in Schleswig-Holstein befinden sich 18 Brücken, auf Hamburger Gebiet 56.
NummerDie Nummerierung der Brücken folgt dem Lauf der Alster und dient der Sortierbarkeit der Liste. Es ist keine amtliche Nummerierung.
Name, KurzbeschreibungOffizielle Brückennamen, die sich in der Deutschen Grundkarte finden, sind in Fettschrift markiert. Die übrigen Namen leiten sich von ihrer Lage ab und dienen lediglich der Unterscheidung.
NutzungHier wird unterschieden zwischen Straßen-, U-Bahn-, übrige Eisenbahn- sowie Fußwegbrücken. Die Schleusenbrücke neben dem Hamburger Rathaus wird, obwohl sie heutzutage Teil einer Fußgängerzone ist, wegen ihres Ausbauzustandes als Straßenbrücke geführt.
Gemeinde/Stadtteil, LageIn Schleswig-Holstein wird die Gemeinde, in Hamburg der Stadtteil angegeben. Die Angaben richten sich nach der Deutschen Grundkarte 1:5.000. Da die Alster häufig die Grenze zwischen Gemeinden oder Stadtteilen darstellt, befinden sich Brücken oft in zwei Gebieten, die Lombardsbrücke auf dem Schnittpunkt mehrerer Grenzen sogar in vier Stadtteilen. Es werden immer zuerst die Gemeinden oder Stadtteile auf dem orografisch rechten Ufer genannt (d. h. in der Regel südlichen Ufer für den Oberlauf bzw. westlichen für den mittleren und unteren Verlauf). Da laut amtlicher Karte die Stadtteilgrenze zwischen Ohlsdorf und Hummelsbüttel nicht in der Flussmitte, sondern am rechten Ufer verläuft, wird bei den beiden Brücken in diesem Abschnitt, der Illies- und der Kühnbrücke, nur ein Stadtteil genannt. Außerdem sind hier die Koordinaten der Brücken aufgeführt.
(Erst)BauBaujahr der Brücke
| Nr.                                       | Foto                                                            | Name, Kurzbeschreibung | Nutzung                     | Gemeinde/Stadtteil, Lage                         | (Erst)Bau                             |
| ----------------------------------------- | --------------------------------------------------------------- | --- | --------------------------- | ------------------------------------------------ | ------------------------------------- |
| 1                                         | Brücke Hein-Timm-Weg                                            | Brücke des Hein-Timm-Wegs kurz nach der Quelle | Fußweg                      | Henstedt-Ulzburg (Lage)                          |                                       |
| 2                                         | Rohrdurchlass nahe Hein-Timm-Weg                                | Rohrdurchlass am Verbindungsweg zwischen Quellenweg und Hein-Timm-Weg | Fußweg                      | Henstedt-Ulzburg (Lage)                          |                                       |
| 3                                         | Rohrdurchlass für die Straße Timmhagen                          | Rohrdurchlass für die Straße Timmhagen | Straße                      | Henstedt-Ulzburg (Lage)                          |                                       |
| 4                                         | Rohrdurchlass für die Straße Timmhagen                          | Brücke für die Straße Hohnerberg | Straße                      | Henstedt-Ulzburg (Lage)                          | Neubau 2013                           |
| 5                                         |                                                                 | Brücke nordöstlich von Horst | landwirtschaftliche Nutzung | Henstedt-Ulzburg (Lage)                          |                                       |
| 6                                         | Brücke am Schlappenmoor                                         | Brücke am Schlappenmoor | Fußweg                      | Henstedt-Ulzburg (Lage)                          |                                       |
| 7                                         | Brücke bei Speckel                                              | Brücke bei Speckel | Fußweg                      | Tangstedt, Wakendorf II (Lage)                   |                                       |
| 8                                         | Brücke für die Wakendorfer Straße bzw. Wilstedter Straße        | Brücke für die Wakendorfer Straße bzw. Wilstedter Straße | Straße                      | Tangstedt, Wakendorf II (Lage)                   |                                       |
| 9                                         | Brücke bei Fahrenhorst                                          | Brücke bei Fahrenhorst | Fußweg                      | Wakendorf II (Lage)                              |                                       |
| 10                                        | Brücke am Wakendorfer Moor                                      | Brücke am Wakendorfer Moor | Straße                      | Wakendorf II (Lage)                              |                                       |
| 11                                        | Brücke für die Segeberger Straße (B432)                         | Brücke für die Segeberger Straße (B 432) | Straße                      | Kayhude, Nahe (Lage)                             |                                       |
| 12                                        |                                                                 | Brücke für den Alsterweg | Straße                      | Bargfeld-Stegen (Lage)                           |                                       |
| 13                                        | Brücke an der Schleuse Kayhude                                  | Brücke an der Schleuse Kayhude | Fußweg                      | Tangstedt (Lage)                                 |                                       |
| 14                                        | Brücke für die Straße Ehlersberg                                | Brücke für die Straße Ehlersberg (B 75) | Straße                      | Tangstedt (Lage)                                 |                                       |
| 15                                        | Brücke an der Sandfelder Schleuse                               | Brücke an der Sandfelder Schleuse | Fußweg                      | Tangstedt (Lage)                                 |                                       |
| 16                                        | Brücke an der Rader Schleuse                                    | Brücke an der Rader Schleuse | Fußweg                      | Tangstedt (Lage)                                 |                                       |
| 17                                        | Brücke zwischen Rade und Wulksfelde                             | Brücke zwischen Rade und Wulksfelde | Fußweg                      | Tangstedt (Lage)                                 |                                       |
| 18                                        | Brücke für den Wulksfelder Weg                                  | Brücke für den Wulksfelder Weg an der Wulksfelder Schleuse | Straße                      | Tangstedt (Lage)                                 |                                       |
| Landesgrenze Schleswig-Holstein / Hamburg |                                                                 | |                             |                                                  |                                       |
| 19                                        | Brücke zwischen Op’n Möhlnrad und Suurwisch                     | Brücke zwischen Op’n Möhlnrad und Suurwisch | Fußweg                      | Duvenstedt (Lage)                                |                                       |
| 20                                        | Triftwegbrücke                                                  | Triftwegbrücke für den Duvenstedter Triftweg; Beton-Balkenbrücke; Teil des Alsterwanderwegs | Straße                      | Duvenstedt, Wohldorf-Ohlstedt (Lage)             |                                       |
| 21                                        | Timmermannbrücke                                                | Timmermannbrücke für den Schleusenredder; zweiteilige Beton-Balkenbrücke: im östlichen Teil über ein Wehr, im westlichen Teil über ein Nebenwehr mit Umtragemöglichkeit für Paddler; Teil des Alsterwanderwegs | Straße                      | Duvenstedt, Wohldorf-Ohlstedt (Lage)             |                                       |
| 22                                        | Brücke zwischen Beim Ziegelhof und Schlickböge                  | Brücke zwischen Beim Ziegelhof und Schlickböge; Beton-Bogenbrücke; Teil des Alsterwanderwegs | Fußweg                      | Duvenstedt, Wohldorf-Ohlstedt (Lage)             |                                       |
| 23                                        | Sarenwegbrücke                                                  | Sarenwegbrücke | Fußweg                      | Duvenstedt, Wohldorf-Ohlstedt (Lage)             |                                       |
| 24                                        | Brücke zwischen Sarenweg und Haselknick                         | Brücke zwischen Sarenweg und Haselknick; Beton-Balkenbrücke; Teil des Alsterwanderwegs | Fußweg                      | Lemsahl-Mellingstedt, Wohldorf-Ohlstedt (Lage)   |                                       |
| 25                                        | Brücke am Rodenbeker Quellental                                 | Brücke am Rodenbeker Quellental | Fußweg                      | Lemsahl-Mellingstedt, Bergstedt (Lage)           |                                       |
| 26                                        | Alsterbrücke                                                    | Alsterbrücke verbindet Trillup und Rodenbeker Straße; Beton-Balkenbrücke | Straße                      | Lemsahl-Mellingstedt, Bergstedt (Lage)           |                                       |
| 27                                        | Twietenkoppelbrücke                                             | Twietenkoppelbrücke in Verlängerung der Twietenkoppel; Beton-Balkenbrücke; Teil des Alsterwanderwegs | Fußweg                      | Lemsahl-Mellingstedt, Bergstedt (Lage)           |                                       |
| 28                                        | Obere Brücke an der Mellingburger Schleuse                      | Brücke über dem oberen Wehr der Mellingburger Schleuse; Holz-Balkenbrücke; Teil des Kulturdenkmals Nr. 26867 in der Liste der Kulturdenkmäler der Stadt Hamburg | Fußweg                      | Poppenbüttel, Sasel (Lage)                       |                                       |
| 29                                        | Untere Brücke an der Mellingburger Schleuse                     | Brücke über dem unteren Wehr der Mellingburger Schleuse; Holz-Balkenbrücke; Teil des Alsterwanderwegs; Teil des Kulturdenkmals Nr. 26867 in der Liste der Kulturdenkmäler der Stadt Hamburg. | Fußweg                      | Poppenbüttel, Sasel (Lage)                       |                                       |
| 30                                        | Brücke im Hohenbuchenpark                                       | Brücke im Hohenbuchenpark; Beton-Balkenbrücke; Teil des Alsterwanderwegs | Fußweg                      | Poppenbüttel, Sasel (Lage)                       |                                       |
| 31                                        | Brücke im Hennebergpark                                         | Brücke im Hennebergpark; Balkenbrücke aus Stahl und Holz; Teil des Alsterwanderwegs | Fußweg                      | Poppenbüttel, Sasel (Lage)                       |                                       |
| 32                                        | Brücke an der Poppenbüttler Schleuse                            | Brücke über dem ehemals oberen Wehr der Poppenbütteler Schleuse; Beton-Balkenbrücke; Wehr mit Umtragestelle für Paddler | Fußweg                      | Poppenbüttel (Lage)                              |                                       |
| 33                                        | Bäckerbrücke                                                    | Bäckerbrücke für den Saseler Damm; Beton-Balkenbrücke (Ehemals Holz-Balkenbrücke über dem unteren Wehr der Poppenbütteler Schleuse) | Straße                      | Poppenbüttel (Lage)                              |                                       |
| 34                                        | Brücke zwischen Poppenbütteler Weg und Poppenbüttler Landstraße | Brücke zwischen Poppenbütteler Weg und Poppenbüttler Landstraße; Teil des Alsterwanderwegs | Fußweg                      | Poppenbüttel (Lage)                              |                                       |
| 35                                        | Brücke zwischen Grevenau und Kritenbarg                         | Grevenaubrücke zwischen Grevenau und Kritenbarg; Teil des Alsterwanderwegs | Fußweg                      | Poppenbüttel (Lage)                              | 1933, Neubau 2019–2022 direkt daneben |
| 36                                        | Brücke am Herrenhaus Wellingsbüttel                             | Brücke am Herrenhaus Wellingsbüttel | Fußweg                      | Poppenbüttel, Wellingsbüttel (Lage)              |                                       |
| 37                                        | Langwischbrücke                                                 | Langwischbrücke in Verlängerung der Straße Langwisch | Fußweg                      | Poppenbüttel, Wellingsbüttel (Lage)              | 1914                                  |
| 38                                        | Brücke an Gundlachs Twiete                                      | Brücke an Gundlachs Twiete; Teil des Alsterwanderwegs | Fußweg                      | Hummelsbüttel, Wellingsbüttel, Ohlsdorf (Lage)   |                                       |
| 39                                        | Illiesbrücke                                                    | Illiesbrücke Teil des Alsterwanderwegs. Die Brücke wurde 1956 nach dem Maler Arthur Illies benannt. | Fußweg                      | Ohlsdorf (Lage)                                  |                                       |
| 40                                        | Kühnbrücke                                                      | Kühnbrücke | Fußweg                      | Ohlsdorf (Lage)                                  |                                       |
| 41                                        | Reiterbrücke                                                    | Reiterbrücke | Fußweg                      | Fuhlsbüttel, Ohlsdorf (Lage)                     |                                       |
| 42                                        | Brücke zwischen Brombeerweg und Wellingsbütteler Landstraße     | Brücke zwischen Brombeerweg und Wellingsbütteler Landstraße; Teil des Alsterwanderwegs; errichtet im Zuge von Renaturierungsmaßnahmen nach dem Bau der Flughafen-S-Bahn, die die Alster etwa 350 Meter flussabwärts unterquert | Fußweg                      | Fuhlsbüttel, Ohlsdorf (Lage)                     |                                       |
| 43                                        | Brücke der U1                                                   | Brücke der U1 | U-Bahn                      | Fuhlsbüttel, Ohlsdorf (Lage)                     | 1914                                  |
| 44                                        | Alsterparkbrücke                                                | Alsterparkbrücke Teil des Alsterwanderwegs; benannt nach dem Alsterpark auf der rechten Alsterseite | Fußweg                      | Fuhlsbüttel, Ohlsdorf (Lage)                     |                                       |
| 45                                        | Ratsmühlendammbrücke                                            | Ratsmühlendammbrücke (auf der Wasserseite als Rathsmühlenbrücke benannt) für den Ratsmühlendamm | Straße                      | Fuhlsbüttel, Ohlsdorf (Lage)                     | Neubau 1991                           |
| 46                                        | Hasenbergbrücke                                                 | Hasenbergbrücke im Verlauf der Straße Am Hasenberge. Die sich direkt vor der Brücke befindende Ohlsdorfer Schleuse markiert das Ende des unbefestigten Oberlaufs des Flusses und den Beginn seines kanalisierten Unterlaufs. | Straße                      | Ohlsdorf (Lage)                                  | 1913, Neubau 1999/2000                |
| 47                                        | Sengelmannbrücke                                                | Sengelmannbrücke für die Sengelmannstraße; Beton-Balkenbrücke; Doppelbrücke benannt nach Heinrich Matthias Sengelmann (1821–1899), einem evangelischen Pastor und Gründer der Alsterdorfer Anstalten; Teil des Alsterwanderwegs | Straße                      | Alsterdorf (Lage)                                |                                       |
| 48                                        | Hindenburgbrücke                                                | Traute-Lafrenz-Brücke (bis 2025: Hindenburgbrücke) für die Traute-Lafrenz-Straße (bis 2025: Hindenburgstraße); Beton-Balkenbrücke; 2002 saniert; benannt nach Traute Lafrenz (1919–2023), deutsche Widerstandskämpferin gegen den Nationalsozialismus (zuvor benannt nach Paul von Hindenburg (1847–1934), deutscher Reichspräsident von 1925 bis 1934)                                                                                    | Straße                      | Alsterdorf (Lage)                                | 1920                                  |
| 49                                        | Dammbrücke                                                      | Dammbrücke für den Alsterdorfer Damm; Teil des Kulturdenkmals Nr. 21347 in der Liste der Kulturdenkmäler der Stadt Hamburg | Straße                      | Alsterdorf (Lage)                                | 1918                                  |
| 50                                        | Metzgerbrücke                                                   | Metzgerbrücke für die Wilhelm-Metzger-Straße; benannt nach Wilhelm Metzger (1848–1914), einem SPD-Politiker und Mitglied des Reichstages | Straße                      | Alsterdorf (Lage)                                |                                       |
| 51                                        | Deelbögebrücke                                                  | Deelbögebrücke im Verlauf der Straße Deelböge und dem Ring 2; Beton-Balkenbrücke | Straße                      | Alsterdorf (Lage)                                |                                       |
| 52                                        | Brücke der Güterumgehungsbahn                                   | Brücke der Güterumgehungsbahn; Stahl-Balkenbrücke | Eisenbahn                   | Alsterdorf (Lage)                                | 1941                                  |
| 53                                        | Meenkbrücke                                                     | Meenkbrücke im Verlauf der Straße Meenkwiese; Beton-Balkenbrücke; Teil des Alsterwanderwegs | Straße                      | Eppendorf, Winterhude (Lage)                     |                                       |
| 54                                        | Fährhausbrücke                                                  | Fährhausbrücke Stahl-Balkenbrücke; benannt nach dem Winterhuder Fährhaus, das dort 1854 als Ausflugslokal errichtet wurde und an dessen Stelle sich heute die Komödie Winterhuder Fährhaus befindet; Teil des Alsterwanderwegs | Fußweg                      | Eppendorf, Winterhude (Lage)                     |                                       |
| 55                                        | Winterhuder Brücke                                              | Winterhuder Brücke auch Hudtwalckerbrücke genannt; verbindet Ludolfstraße und Hudtwalckerstraße; zweigelenkige Stahl-Bogenbrücke; Teil der Bundesstraße 5 | Straße                      | Eppendorf, Winterhude (Lage)                     |                                       |
| 56                                        | Brücke der U1                                                   | Brücke der U1; Stahl-Bogenbrücke | U-Bahn                      | Eppendorf, Winterhude (Lage)                     | 1909–12                               |
| 57                                        | Brücke der U3                                                   | Brücke der U3; Stahl-Bogenbrücke | U-Bahn                      | Eppendorf, Winterhude (Lage)                     | 1909–12                               |
| 58                                        | Goernebrücke                                                    | Goernebrücke für die Goernestraße; Bogenbrücke; benannt nach Christian Goerne (1822–1882), Stifter eines Kinderkrankenhauses | Straße                      | Eppendorf, Winterhude (Lage)                     | 1909, Neubau 1994                     |
| 59                                        | Streekbrücke                                                    | Streekbrücke verbindet St.-Benedict-Straße und Maria-Louisen-Straße; Balkenbrücke; benannt nach der Bezeichnung „Streek“ für den Alsterabschnitt zwischen Ohlsdorf und Außenalster; Teil des Alsterwanderwegs | Straße                      | Harvestehude, Winterhude (Lage)                  |                                       |
| 60                                        | Krugkoppelbrücke                                                | Krugkoppelbrücke verbindet die Straßen Krugkoppel und Fernsicht; Segmentbogenbrücke; Beginn der Außenalster | Straße                      | Harvestehude, Winterhude (Lage)                  | 1927/28                               |
| 61                                        | Kennedybrücke                                                   | Kennedybrücke von 1953 bis 1963 „Neue Lombardsbrücke“; Ergänzung der Lombardsbrücke nach einem Entwurf von Bernhard Hermkes; 90 m lange Balkenbrücke mit Markierung des 10. östlichen Längengrads, der die Brücke kreuzt; benannt nach John F. Kennedy (1917–1963), Präsident der Vereinigten Staaten. Zwischen Krugkoppelbrücke und Kennedybrücke befindet sich der größte Abstand zweier Alsterbrücken auf Hamburger Gebiet.             | Straße                      | Rotherbaum, St. Georg (Lage)                     | 1953                                  |
| 62                                        | Lombardsbrücke                                                  | Lombardsbrücke verbindet die Straßen Esplanade und Glockengießerwall im Verlauf des Ring 1; 69 m lange und 47,55 m breite Bogenbrücke aus Stein mit Bogenweiten von dreimal 17 m; benannt nach dem „Lombard“ genannten Pfandleihhaus, das hier 1651 gestanden hat; seit 1865 eine Doppelkonstruktion für Straße und Verbindungsbahn, die 1901/02 wegen des viergleisigen Ausbaus der Bahn um 16 m erweitert wurde; Beginn der Binnenalster | Straße, Eisenbahn           | Rotherbaum, Neustadt, St. Georg, Altstadt (Lage) | 1865–68                               |
| 63                                        | Reesendammbrücke                                                | Reesendammbrücke verbindet den Jungfernstieg und die Bergstraße; 47 m lange und 7,9 m breite Bogenbrücke aus Stein; benannt nach dem Reesendamm, der ursprünglich die Alster staute und seinen Namen vom Müller Heinrich Reese hat, der dort im 13. Jahrhundert eine Kornmühle unterhielt; Bogenbrücke; Beginn der Kleinen Alster | Straße                      | Neustadt, Altstadt (Lage)                        | 1844                                  |
| 64                                        | Schleusenbrücke                                                 | Schleusenbrücke verbindet die Poststraße mit dem Rathausmarkt; Stahl-Balkenbrücke; benannt nach der Rathausschleuse; Beginn des Alsterfleets | Straße                      | Neustadt, Altstadt (Lage)                        |                                       |
| 65                                        | Marion-Gräfin-Dönhoff-Brücke                                    | Marion-Gräfin-Dönhoff-Brücke verbindet die Alsterarkaden mit dem Büro- und Geschäftshaus „Alter Wall“; benannt nach Marion Gräfin Dönhoff, jüngste Alsterbrücke auf Hamburger Gebiet | Fußweg                      | Neustadt, Altstadt (Lage)                        | 2018                                  |
| 66                                        | Adolphsbrücke                                                   | Adolphsbrücke verbindet den Neuen Wall mit dem Alten Wall; Ziegel-Bogenbrücke. Die vier gusseisernen Lichtkandelaber von 1846 auf der Brücke sind das Kulturdenkmal Nr. 14221 in der Liste der Kulturdenkmäler der Stadt Hamburg. | Straße                      | Neustadt, Altstadt (Lage)                        | 1845                                  |
| 67                                        | Fußgängerbrücke Graskellerbrücke                                | Fußgängerbrücke auf der Nordseite der Graskellerbrücke; Balkenbrücke aus Spannbeton | Fußweg                      | Neustadt, Altstadt (Lage)                        |                                       |
| 68                                        | Graskellerbrücke                                                | Graskellerbrücke für die Straße Graskeller; Balkenbrücke aus Spannbeton | Straße                      | Neustadt, Altstadt (Lage)                        |                                       |
| 69                                        | Heiligengeistbrücke                                             | Heiligengeistbrücke verbindet Admiralitätstraße und Rödingsmarkt; 51 m lange und 16,36 m breite Ziegel-Bogenbrücke mit Bogenweiten von 7,5, 17,5 und 7,5 m nach Plänen des Oberingenieurs Franz Andreas Meyer; benannt nach dem Heiligengeist-Hospital, das einst östlich dieser Brücke lag. Die Brücke ist als Kulturdenkmal Nr. 11853 in der Liste der Kulturdenkmäler der Stadt Hamburg eingetragen.                                    | Straße                      | Neustadt, Altstadt (Lage)                        | 1883/85                               |
| 70                                        | Slamatjenbrücke                                                 | Slamatjenbrücke für die Ludwig-Erhard-Straße; Teil der Bundesstraße 4; Beton-Balkenbrücke; benannt am 12. Mai 1960, von niederdt. Slamatjen, „Schmutzliesen“ (Waschfrauen) | Straße                      | Neustadt, Altstadt (Lage)                        | 1959                                  |
| 71                                        | Schaartorbrücke                                                 | Schaartorbrücke für die Straße Beim Alten Waisenhause | Straße                      | Neustadt, Altstadt (Lage)                        |                                       |
| 72                                        | Binnenhafenbrücke                                               | Binnenhafenbrücke verbindet den Rödingsmarkt mit dem Baumwall; Balkenbrücke | Straße                      | Neustadt, Altstadt (Lage)                        |                                       |
| 73                                        | Brücke der U3                                                   | Brücke der U3; Stahlbrücke, wurde 2010 komplett neu gebaut | U-Bahn                      | Neustadt, Altstadt (Lage)                        | 2010                                  |
| 74                                        | Otto-Sill-Brücke                                                | Otto-Sill-Brücke verbindet den Baumwall mit dem Rödingsmarkt; benannt nach Otto Sill (1906–1984), von 1964 bis 1971 Oberbaudirektor von Hamburg; Balkenbrücke; Einmündung der Alster in den Binnenhafen | Straße                      | Neustadt, Altstadt (Lage)                        |                                       |